# Cuarta dimensión en el arte

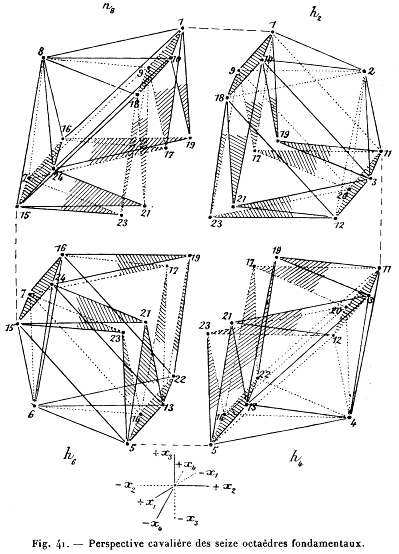
Una ilustración de Traité élémentaire de géométrie à quatre dimensions de Jouffret. El libro, que influenció a Picasso, le fue regalado por Princet.

Las nuevas posibilidades abiertas por el concepto del espacio tetradimensional (y las dificultades involucradas en tratar de visualizarlo) inspiraron a muchos artistas modernos en la primera mitad del siglo XX. Los primeros cubistas, surrealistas, futuristas y artistas abstractos tomaron ideas de las matemáticas de mayor dimensión y las utilizaron para avanzar radicalmente en su trabajo.

## Influencia temprana
El matemático francés Maurice Princet era conocido como "le mathématicien du cubisme" ("el matemático del cubismo"). Asociado de la Escuela de París, un grupo de vanguardistas como Pablo Picasso, Guillaume Apollinaire, Max Jacob, Jean Metzinger y Marcel Duchamp, a Princet se le atribuye la presentación de la obra de Henri Poincaré y el concepto de la "cuarta dimensión" a los cubistas en el Bateau-Lavoir durante la primera década del siglo XX.
Princet introdujo a Picasso en Traité elémentaire de géométrie à quatre dimensions de Esprit Jouffret (Tratado elemental sobre geometría de cuatro dimensiones, 1903), una popularización de Science and Hypothesis de Poincare en la que Jouffret describió hipercubos y otros poliedros complejos en cuatro dimensiones y proyectados en una página bidimensional. El Portrait of Daniel-Henry Kahnweiler de Picasso en 1910 fue una obra importante para el artista, que pasó muchos meses moldeándolo. El retrato tiene similitudes con la obra de Jouffret y muestra un claro movimiento de alejamiento del fovismo protocubista que se muestra en Las señoritas de Aviñón, a un análisis más detenido del espacio y la forma.
Max Weber uno de los primeros cubistas escribió un artículo titulado "En la cuarta dimensión desde un punto de vista plástico", para la edición de Camera Work de Alfred Stieglitz en julio de 1910. En la pieza, Weber afirma: "En el arte plástico, creo, hay una cuarta dimensión que puede describirse como la conciencia de un gran y abrumador sentido de la magnitud espacial en todas las direcciones al mismo tiempo, y se da a conocer a través de las tres medidas conocidas."
Otras influencias en la Escuela de París fueron las de Jean Metzinger y Albert Gleizes, ambos pintores y teóricos. El primer gran tratado escrito sobre el tema del cubismo fue su colaboración de 1912 en Du "Cubisme", donde expresan que:

"Si quisiéramos relacionar el espacio de los pintores [cubistas] con la geometría, deberíamos referirlo a la matemática no euclidiana, deberíamos estudiar con cierto detenimiento, algunos de los teoremas de Riemann."

El pintor y fotógrafo modernista estadounidense Morton Livingston Schamberg escribió en 1910 dos cartas a Walter Pach, partes de las cuales fueron publicadas en una revisión de la Armory Show de 1913 para The Philadelphia Inquirer, sobre la influencia de la cuarta dimensión en la pintura de vanguardia; describiendo cómo los artistas emplearon el "uso armónico de formas" distinguiendo entre "representación o representación del espacio y el diseño en el espacio":

Si añadimos al diseño en la tercera dimensión, una consideración de peso, presión, resistencia, movimiento, a diferencia del movimiento, llegamos a lo que legítimamente puede llamarse diseño en la cuarta dimensión, o el uso armónico de lo que puede arbitrariamente ser llamado volumen. Es solo en este punto que podemos apreciar las producciones magistrales de un hombre como Cézanne.

Las exploraciones de Cézanne de la simplificación geométrica y los fenómenos ópticos inspiraron a los cubistas a experimentar con simultaneidad, vistas múltiples y complejas de un mismo sujeto, observadas desde diferentes puntos de vista al mismo tiempo.

## Manifiesto dimensional
En 1936 en París, Charles Tamkó Sirató publicó su Manifeste Dimensioniste, en el cual describió como 

la tendencia Dimensional ha conducido a que : 
1. La literatura dejara la línea y se aventurara en el plano.
2. La pintura dejara el plano y se adentra en el espacio.
3. La escultura de un paso fuera de las formas cerradas e inmóviles.
4. …La conquista artística del espacio tetradimensional, que hasta la fecha ha sido completamente libre de arte.

El manifiesto fue firmado por numerosos artistas modernos prominentes de todo el mundo. Hans Arp, Francis Picabia, Kandinsky, Robert Delaunay y Marcel Duchamp entre otros lo firmaron en París, y al poco tiempo fue refrendado por otros artistas en el extranjero tales como László Moholy-Nagy, Joan Miró, David Kakabadze, Alexander Calder, y Ben Nicholson.

## Crucifixion (Corpus Hypercubus)
En 1953, el surrealista Salvador Dalí proclamó su intención de pintar "una escena de crucifixión explosiva, nuclear e hipercúbica". Dijo que "Esta imagen será el gran trabajo metafísico de mi verano". Completado en el año siguiente, Crucifixion (Corpus Hypercubus) representa a Jesucristo en la red de un hipercubo, también conocido como teseracto. El despliegue de un teseracto en ocho cubos es análogo a desplegar los lados de un cubo en seis cuadrados. El Museo Metropolitano de Arte describe la pintura como una "nueva interpretación de un tema frecuentemente representado ... [mostrando] el triunfo espiritual de Cristo sobre el daño corporal".

## Arte abstracto
Se dice que algunas de las abstracciones de Piet Mondrian (1872-1944) y su práctica del neoplasticismo están enraizadas en su visión de un universo utópico, con perpendiculares que se extienden visualmente hacia otra dimensión.

## Otras formas de arte
La cuarta dimensión ha sido el tema de numerosas historias ficticias.